# Charles Tillot
Charles Tillot est un peintre, collectionneur, critique d'art, écrivain né le 9 avril 1825 à Rouen et mort le 3 juin 1906 à Paris (VIe arrondissement). Élève de Théodore Rousseau, il expose au Salon dès 1846, et il rejoint l'école de Barbizon et les impressionnistes, avec lesquels il expose à partir de à la Deuxième exposition des impressionnistes en 1876 des tableaux dont les sujets sont essentiellement des fleurs et des paysages. Il est également photographe et journaliste au Siècle dont son père, Claude Tillot, est directeur gérant.

## L'homme et ses amis
Arrivé à Paris en 1839, Charles Tillot étudie d'abord avec Henry Scheffer, puis avec Théodore Rousseau, et plus tard avec Jean-François Millet lorsqu'il achète à Barbizon la maison La Taupinière qui fait face à celle de Millet. Charles Tillot et sa femme sont tous deux les parrains du dernier né des enfants de Millet, Anne-Marie, à laquelle ils viennent en aide. Le couple est très dévoué à Millet qu'il soignent pendant toute sa maladie. Charles Tillot rédige lui-même le catalogue de la vente Millet à l'Hôtel Drouot en 1875.
Pour ses débuts au Salon de 1846, Charles Tillot présente un Portrait de l'auteur, puis en 1849 et 1855 : Souvenir des Pyrénées, et Intérieur de forêt. 
Il publie aussi des chroniques artistiques dans le journal Le Siècle qui sont assez influentes pour que Baudelaire demande à Camille Pelletan de le recommander à Tillot. 
Charles Tillot est l'ami d'Henri Rouart (leurs femmes sont d'ailleurs cousines germaines) et d'Ernest Rouart, d'Edgar Degas, et il partage avec Millet le goût des objets d'Extrême-Orient, notamment des estampes japonaises, qu'il collectionne dans son appartement parisien au 42 rue Fontaine Saint-Georges, proche de celui de Degas. Charles Tillot fréquente tout le groupe des amis de Degas qui comprend aussi Mary Cassatt, Bartolomé et Fleury.

## L'œuvre

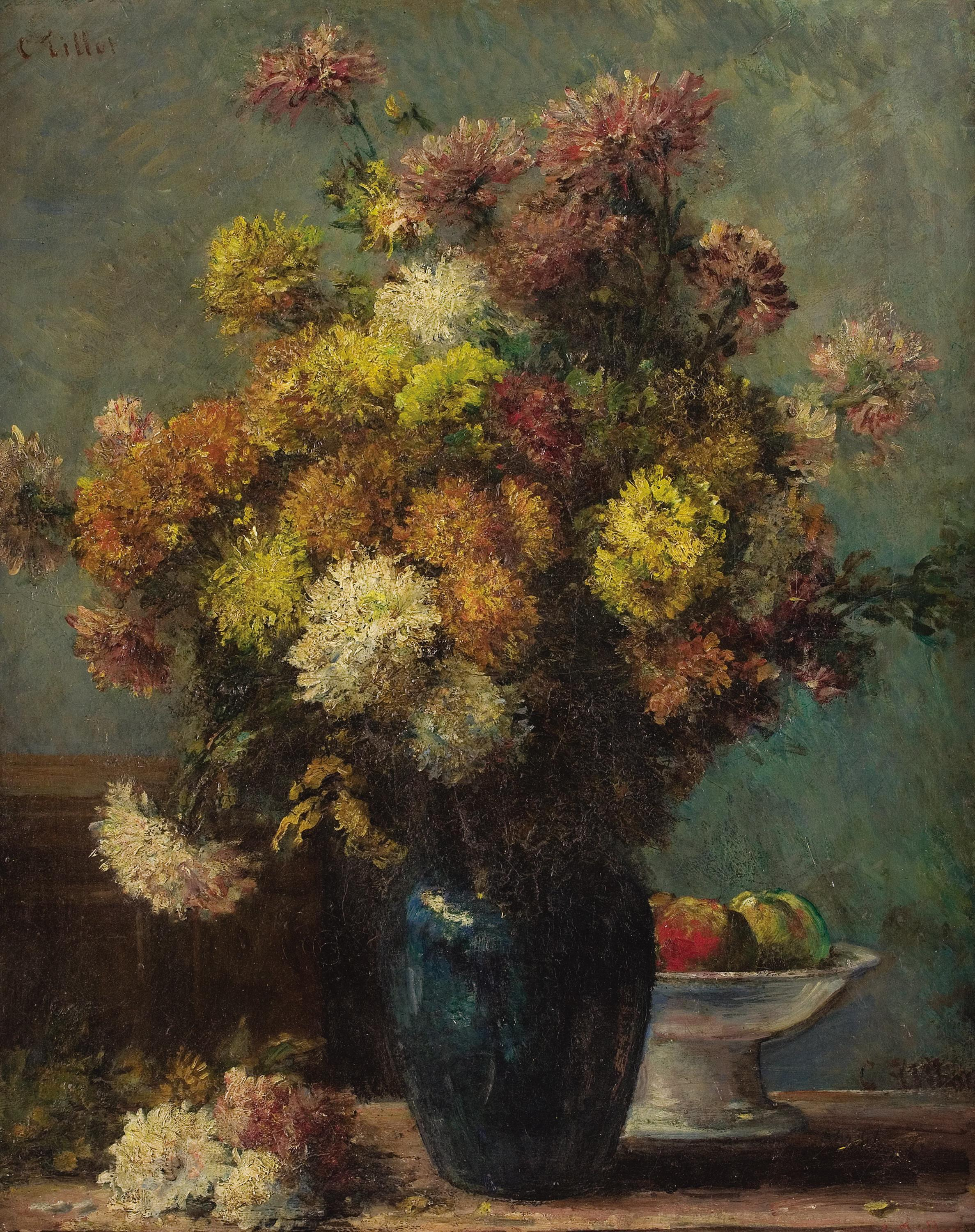
Nature morte aux fleurs, 1877, Charles Tillot, coll. particulière New York

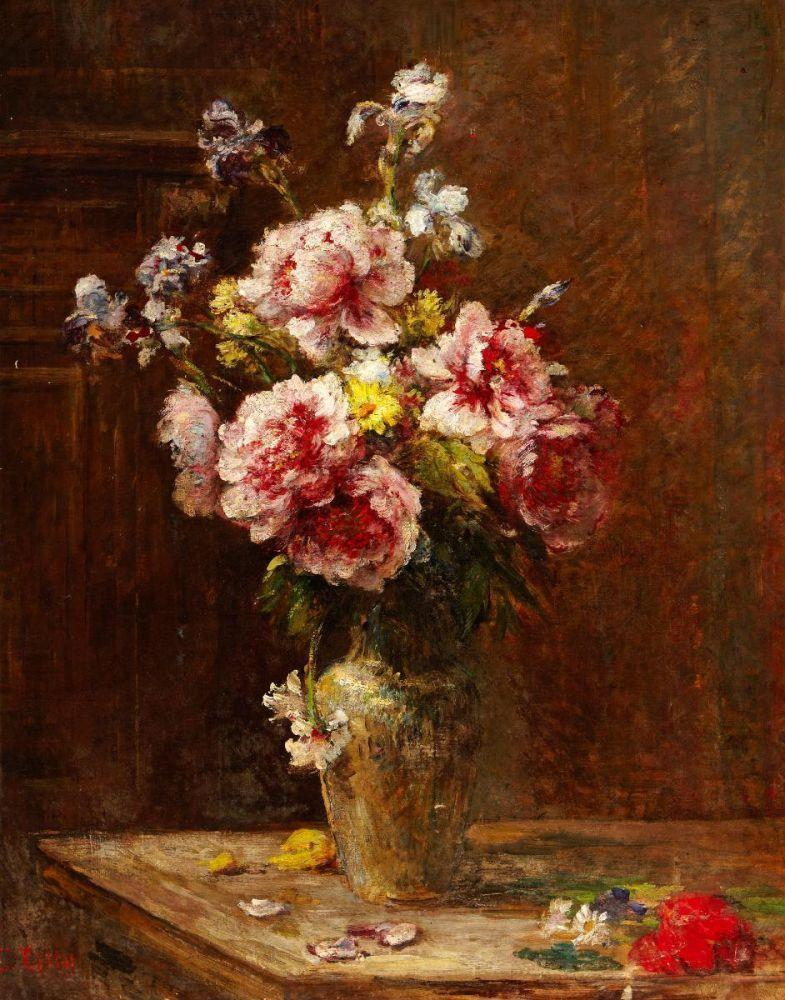
Fleurs, Charles Tillot date probable 1879-1882, localisation inconnue

Il est difficile de trouver des traces de sa production qui semble avoir disparu des musées à l'exception d'une photographie de la série Vues instantanées et paysages en 1880, appartenant au musée d'Orsay . Son œuvre est pourtant assez abondante pour avoir été présentée de la IIe à la VIIIe exposition impressionniste. De 1876 à 1886, à l'exception de la VIIe par solidarité avec Degas. Elle comprend un grand nombre de toiles présentant des fleurs et des paysages. Selon l'opinion de Gérald Schurr « on dit que beaucoup de tableau ont été rebaptisés Courbet. » Sophie Monneret ne fait aucun commentaire dans ce sens.
À la deuxième exposition (1876), il apporte Le Chaos de Villers (n°245), Vue prise des hauteurs du chaos de Villers (n°246), Falaises à Villers (n°247), Falaises à marée basse (n°248), Manoir de Graffard (n°249), Rochers et plage à Villers (n°250), Plaine de Barbizon n°251), Intérieur du Bas-Bréau (n°251).
Pour la troisième exposition (1877) : Forêt de Fontainebleau (n°228), Le Bas-Bréau et la plaine à Chailly (n°229), Plage de Villers (n°220), Rouen (n°231).
C'est à la quatrième exposition (1879) qu'il présente des toiles sur son thème favori qui marque sa « patte » : les fleurs Fleurs de printemps (n°233), Pivoines et Iris (n°234) Pivoines , coquelicots, etc. (n°235), Pavots et Coquelicots (n°236) Fleurs dans un vase persan (n°237) Printemps et Automne en deux tableaux (n°238), et aussi Terre paysanne (n°239) Tête de jeune fille (n°240) Vue de la rue de Barbizon (n°241).
Parmi ses œuvres dans la cinquième exposition (1880), il y a encore des paysages et des fleurs Pivoines dans une corbeille (n°199), Pivoines et Iris (n°200), Giroflées (n°201), Chrysanthèmes (n°202), Soucis et Chrysanthème (n°203), Études et Esquisses(n°204 et 205) Tête d'étude (n°206).
Sixième exposition (1881) : Fleurs de printemps (n°141 et 142) Giroflées (n°143), Tête de jeune fille (n°144),Jeune Italienne (n° 145) Plage de Villers (n°146), Rade de Saint-Malo, étude (n°147 et 148), Étude et esquisses d'après nature (n° 149).
Par solidarité avec Degas qui refuse d'exposer sans Jean-François Raffaëlli (qui n'a pas été invité), Charles Tillot n'expose pas à la septième exposition impressionniste (1882). Mais il revient à la huitième (1886) avec une quinzaine de toiles et un recueil de croquis à l'encre de Chine : Le Lac d'Annecy (n°202), L'Approche de l'orage (n°203), Falaises à Villers-sur-mer (n°204), Pivoine et Iris (n°205), Pivoines blanches (n°206), Chrysanthèmes (n°207), Chrysanthèmes blancs et dalhias (n°208), Roses (n°209), Anémones deux études (n°210), Roses dans un vase de Chine (n°211), Pivoines et Pavots (n°212), Baigneuse (n°213), Jeune fille dans un paysage (n°214), Femme couchée (étude) (n°215), Étude de femme nue (n°216).
On trouve ses tableaux de fleurs présentés sur un site de vente aux enchères.